# Werris Creek
Werris Creek ist eine Stadt im Nordosten des australischen Bundesstaates New South Wales. Sie liegt 20 km nördlich von Quirindi und 39 km südwestlich von Tamworth. Sie gehört zur Local Government Area Liverpool Plains Shire und bei der Volkszählung 2021 wurden 1.349 Einwohner gezählt.

## Geschichte
Das Gebiet des heutigen Werris Creek wurde vom Aboriginesstamm der Kamilaroi bewohnt. Der Name der Stadt ist von einem Wort in ihrer Sprache abgeleitet, das Weia Weia heißt. Eine Bedeutung ist allerdings nicht bekannt. Ein ähnliches Wort in dieser Sprache, Werai, bedeutet 'Aussichtspunkt' und könnte ebenfalls mit dem Namen der Stadt zu tun haben, da es höhere Hügel in der Gegend gibt. Früher schrieb man 'Werris' in verschiedenartiger Weise. Bekannte Schreibweisen sind Werres, Werries oder Weery's.
Die ersten europäischen Siedler kamen in den 1830er-Jahren in die Gegend und der Pfarrer Francis Vidal gründeten die Schafzuchtstation Weia Weia Creek. In den 1870er-Jahren gab es schon 20 Familien, die Viehzucht betrieben und das Tal bewohnten. Östlich der heutigen Stadt befand sich die Schafzuchtstation Summer Hill, die John Single gehörte, nachdem die heutige Hauptstraße von Werris Creek benannt wurde.
Das erste Postamt wurde am 1. Januar 1878 eröffnet und 1880 wurde der Bahnhof nach Plänen des Eisenbahningenieurs John Whitton erbaut.

## Geografie und Klima
Werris Creek wird vom Mount Terrible überragt, der von den Einwohnern Terrible Billy genannt wird. Die Stadt liegt 380 m hoch und die mittleren jährlichen Regenfälle erreichen 685 mm. Am 18. Juli 1965 fiel zum ersten und bisher einzigen Male Schnee in Werris Creek. Er lag 75 mm hoch.
Die Stadt ist auf der Straße in vier Stunden von Sydney aus zu erreichen und liegt auf halbem Wege zwischen dem berühmten Weinbaugebiet Hunter Valley und der kühleren Weingegend im nördlichen Tafelland von New England. In drei Stunden kann man von hier aus die Strände um Newcastle und in vier Stunden die Badeorte Forster, Port Macquarie und Coffs Harbour erreichen.

## Verkehr

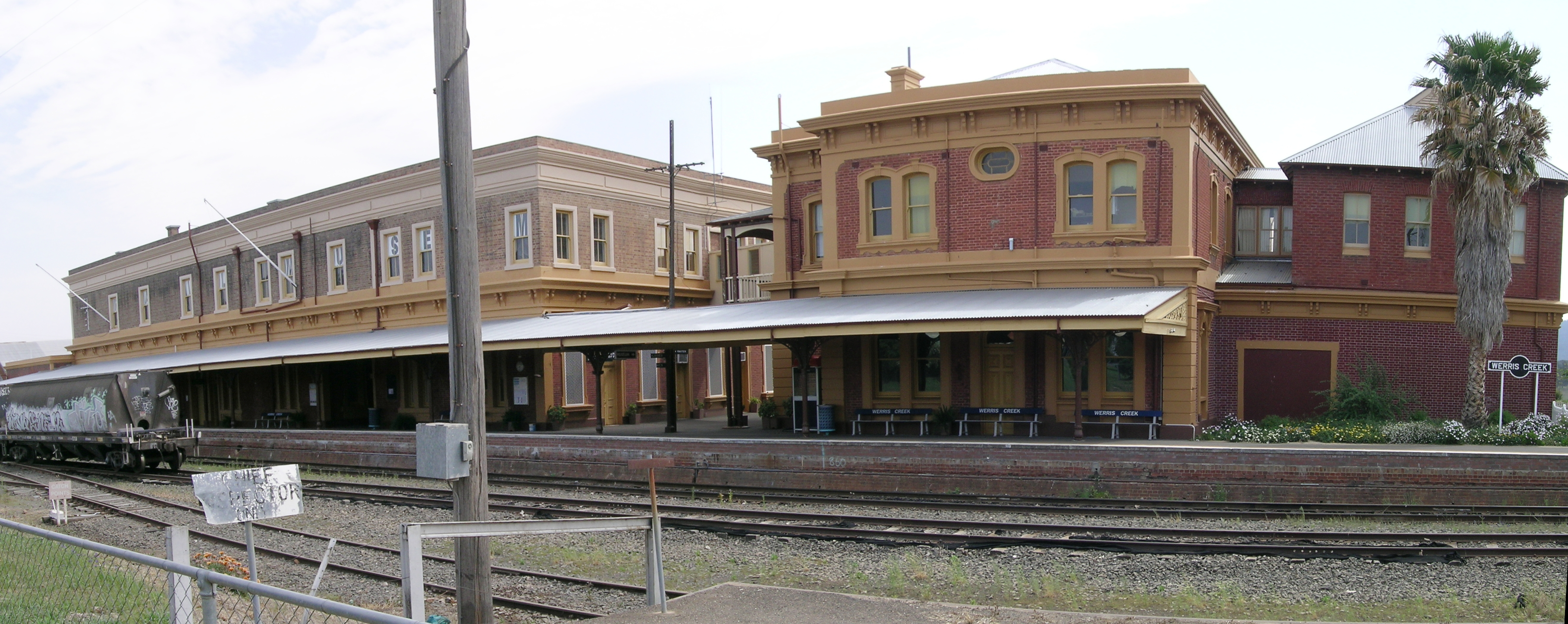
Bahnhof Werris Creek

Werris Creek ist ein Eisenbahnknotenpunkt. Dort zweigt die Eisenbahnlinie nach Moree und Mungindi von der Main Northern Railway Line von Sydney nach Armidale ab. Der Bahnhof liegt 411 Eisenbahnkilometer nördlich von Sydney und machte Werris Creek zur ersten Eisenbahnsiedlung Australiens.
Der Bahnhof wurde 1878 eröffnet und 1880 an seinen heutigen Platz verlegt. Das 1880 von John Whitton entworfene Bahnhofsgebäude ist in der Denkmalliste von New South Wales aufgeführt. Das Australian Railway Monument wurde kürzlich in der Nähe des Bahnhofs eingeweiht und ein Teil des Bahnhofsgebäudes beherbergt ein Eisenbahnmuseum. Eine historische Ausstellung zeigt den Weg von Werris Creek als Eisenbahnsiedlung vom Zeitalter der Dampflokomotiven bis zu den heutigen Diesellokomotiven auf.
Werris Creek wird auch heute noch vom CountryLink Xplorer angefahren, einem von Sydney kommenden Dieseltriebzug, der in Werris Creek geteilt wird. Ein Zugteil fährt nach Armidale, der andere über Moree nach Mungindi. Der Zug aus Sydney kommt jeden Tag um 15:34 Uhr an. Jeden Tag um 11:29 Uhr werden die Zugteile, die aus Armidale und Moree kommen, für die Fahrt nach Sydney verbunden.

## Wirtschaft
In der Stadt gibt es große Getreidesilos und 2005 wurde ein Kohlebergbau aufgefahren. Größter Arbeitgeber ist die Eisenbahngesellschaft Pacific National. Ein größerer Teil der arbeitenden Bevölkerung pendelt auch ins nahe Tamworth.

## Öffentliche Einrichtungen
Werris Creek besitzt eine staatliche Schule, die Werris Creek Public School, die in den 1880er-Jahren gegründet wurde. Früher gab es zwei Schulen. Die St. Joseph's Catholic School wurde 1915 eröffnet, aber am 9. April 2009 geschlossen.
Die Stadt besitzt ein Freibad (eröffnet 1968), Tennisplätze, eine Bowlingbahn und einen Golfclub. Es gibt ein Team in der Rugby League, Gruppe 4, die Werris Creek Magpies. 1996 gewannen die Magpies den Clayton's Cup als bestes Team von New South Wales.

## Country Music
Der US-amerikanische Country- und Rockabillysänger und -liedautor Jason Lee Wilson erinnert in seinem Lied Werris Creek an die Stadt, das in seinem 2007 herausgekommenen Debütalbum High Country enthalten ist.